# Ікаалінен
Ікаалінен (фін. Ikaalinen швед. Ikalis) — місто в провінції Пірканмаа у Фінляндії. 
Чисельність населення становить 6 850 осіб (2023). Місто займає площу 843,46 км², з яких водна поверхня становить 93,16 км². Густота населення — 9,87 осіб/км². 